# ゴルゴタの丘
ゴルゴタの丘（ゴルゴタのおか）は、新約聖書においてイエス・キリストが十字架に磔にされたと記されているエルサレムの丘。されこうべの場所（古代ギリシア語: Κρανίου Τόπος、ラテン語: Calvariae Locus）ともいう。

## 名称について
『ヨハネによる福音書』（19:17）では、ゴルゴタ（Γολγοθα）はヘブライ語で「されこうべの場所」という意味であると書かれているが、実際にはヘブライ語ではなくアラム語で「頭蓋骨」を意味する「グルガルタ」（gulgaltā`）あるいは「ゴルゴルタ」（golgolta`）を写したものと考えられている。対応するヘブライ語は「グルゴレト」（גלגלת gulgōleṯ、列王記下9:35）である。ゴルゴタの名は『マタイによる福音書』（27:33）と『マルコによる福音書』（15:22）にも見える。一方で『ルカによる福音書』（23:33）ではギリシア語のみを記す。

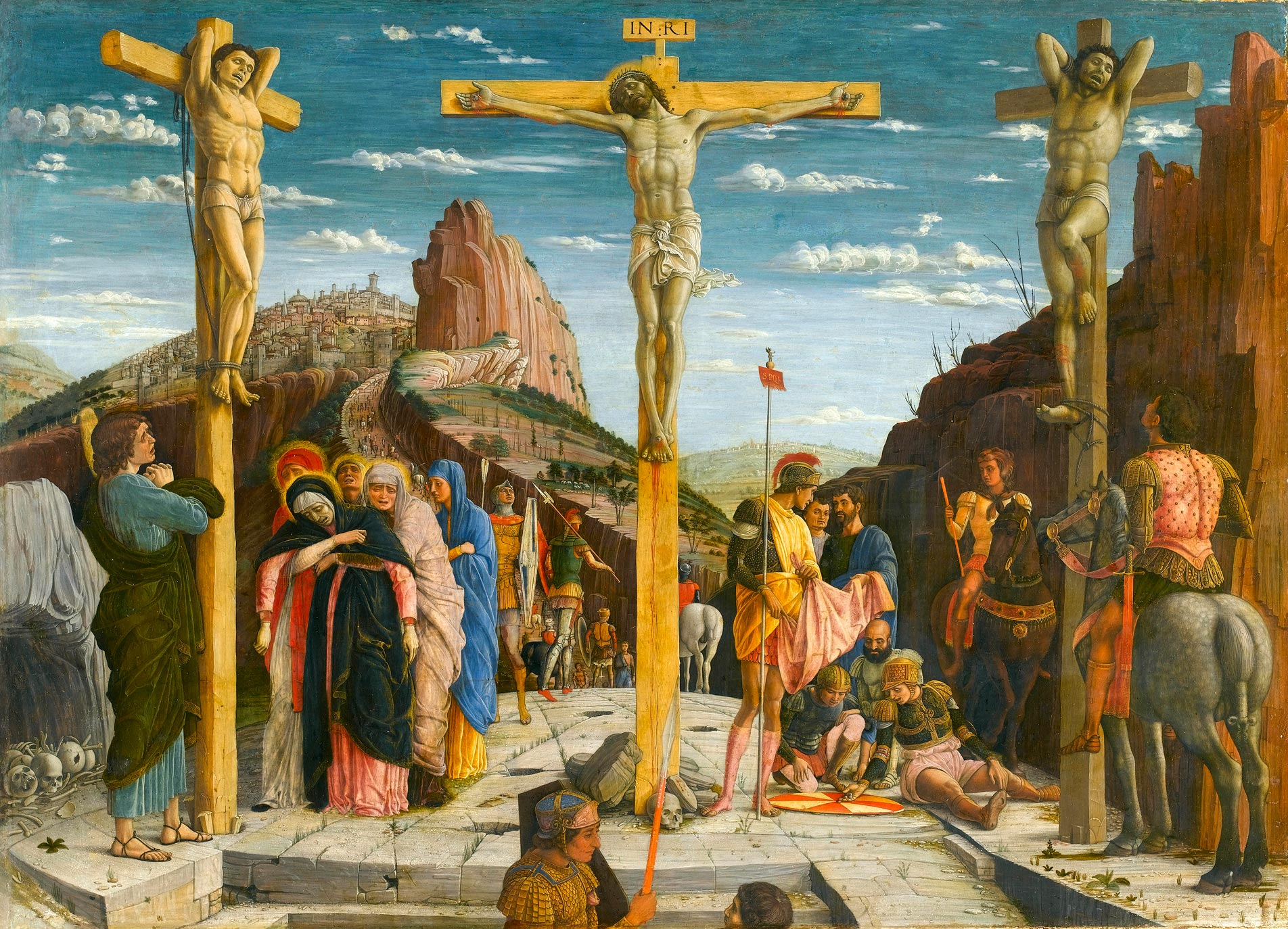
『磔刑図』（アンドレア・マンテーニャ画、1459年）
キリストを磔にした十字架の根本にアダムの墓を表す髑髏が描かれている。

日本のカトリック教会ではラテン語の Calvaria から派生した「カルワリオ」と呼ばれることがあり、ラテン語より派生した英語の「カルヴァリー（Calvary）」 はプロテスタントの教会の名前によく用いられるが、「ゴルゴタ」も「カルワリオ」も「カルヴァリー」も、すべて「頭蓋骨・髑髏」の意味である。日本ハリストス正教会では教会スラヴ語の Голгоѳа から「ゴルゴファ」と転写される。
名前の由来についてはいろんな説が挙げられている。
- 一説には人祖アダムの墓がここにあったといわれている[5]。3世紀の神学者・オリゲネスによれば、これは当時の「ヘブライ人」（ユダヤ人キリスト教徒か）の間で広まった口伝である[注釈 1]。

実際にはアダムが世界の中心とされる神殿の丘の下に眠っているという伝説があり、ユダヤ人キリスト教徒あるいはオリゲネス自身がこれをゴルゴタに当てたのではないかと考えられている（後世に起こった、ゴルゴタを神殿の丘に比定されるモリヤ山と同一視する考えがこれと似ている）。ただし、現在のユダヤ教圏ではアダムの墓所はマクペラの洞穴にあるとする伝承の方が一般的に知られている。
オリゲネス以降にこの伝承がキリスト教圏に広く流布したが、懐疑的な人（ヒエロニムスなど）もいた。イエスの磔刑を表した絵画や彫刻にはしばしばその十字架の下にアダムの墓を表す髑髏が描かれる。
- ゴルゴタをアダムの墓場とするオリゲネスの見解を否定したヒエロニムスは当時（4世紀後半）のエルサレムでは刑場を「ゴルゴタ」と呼ばれているのを指摘し、「されこうべの場所」を死人の頭蓋骨が散在する「斬首場」と意味するという説を唱えた[2][10]。
- 地形が頭蓋骨に似ていることから「されこうべの場所」と呼ばれたという見解もある。

## 福音書におけるゴルゴタ

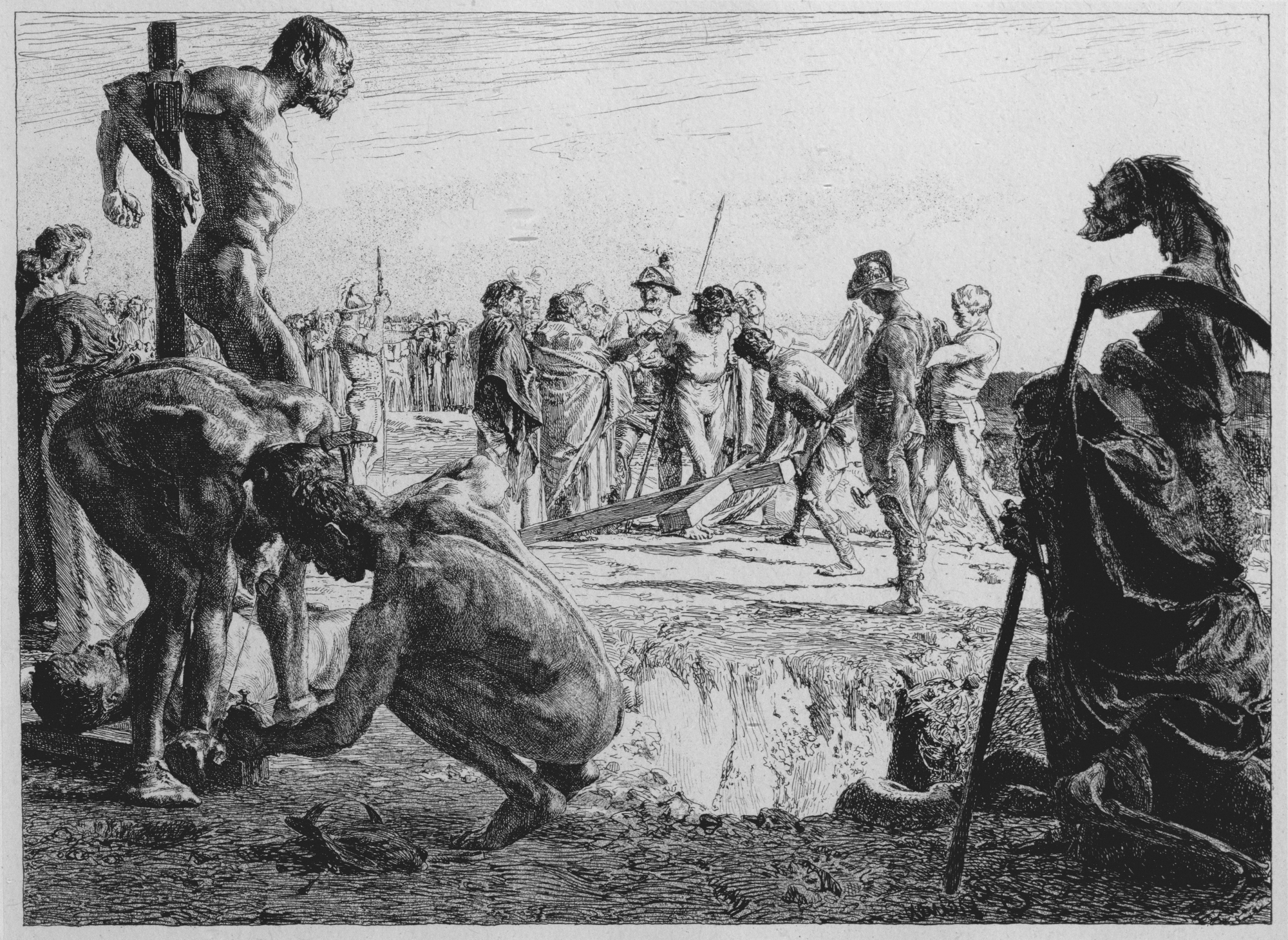
ゴルゴタにて磔にされる前のキリスト（オットー・グライナー画、1896年）

4つの福音書から、イエスが処刑されたところはエルサレムに近く（ヨハネ19:20）、人が通る道路の近辺にあることがうかがえる（マタイ27:39、マルコ15:29 - 30）。『ヘブライ人への手紙』（13:12）はイエスが「門の外で苦難に遭われた」とも述べている。実際には1世紀後半の修辞学者・クインティリアヌスの作と言われる『大規模弁論集』には「我々が犯罪人を十字架につける時、大多数の人がこれを見て恐怖におびえるために、（人々に）よく使われる道路を選ぶ」とあり、スパルタクスの反乱に参加した奴隷たちはアッピア街道沿いに十字架に掛けられたという例もある。また、その周辺には園があり、そこにはイエスが葬られた墓があるという（ヨハネ19:41）。死体は穢れたものという考えから、墓地は町や村の外に置かれるのが普通であった。
上記を踏まえて、ゴルゴタはエルサレムの城壁外にありながらも市街からは離れていないことが分かる。

### ゴルゴタは丘なのか

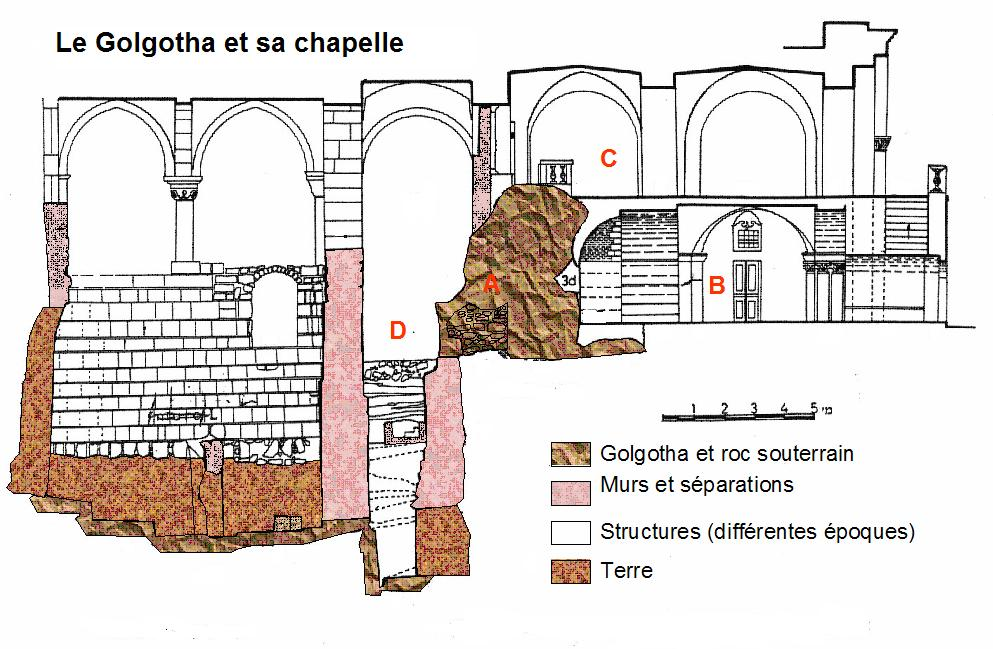
聖墳墓教会内のカルワリオの岩（A）

ゴルゴタは「丘」あるいは「山」と称されることが多いが、聖書にはイエスが十字架に掛けられた場所が丘であるとは記されていない。むしろ『ヨハネによる福音書』等から「ゴルゴタ」は特定の丘の名前ではなくイエスが処刑された所とその墓のある園を含む一帯の地名であることが推測できる。

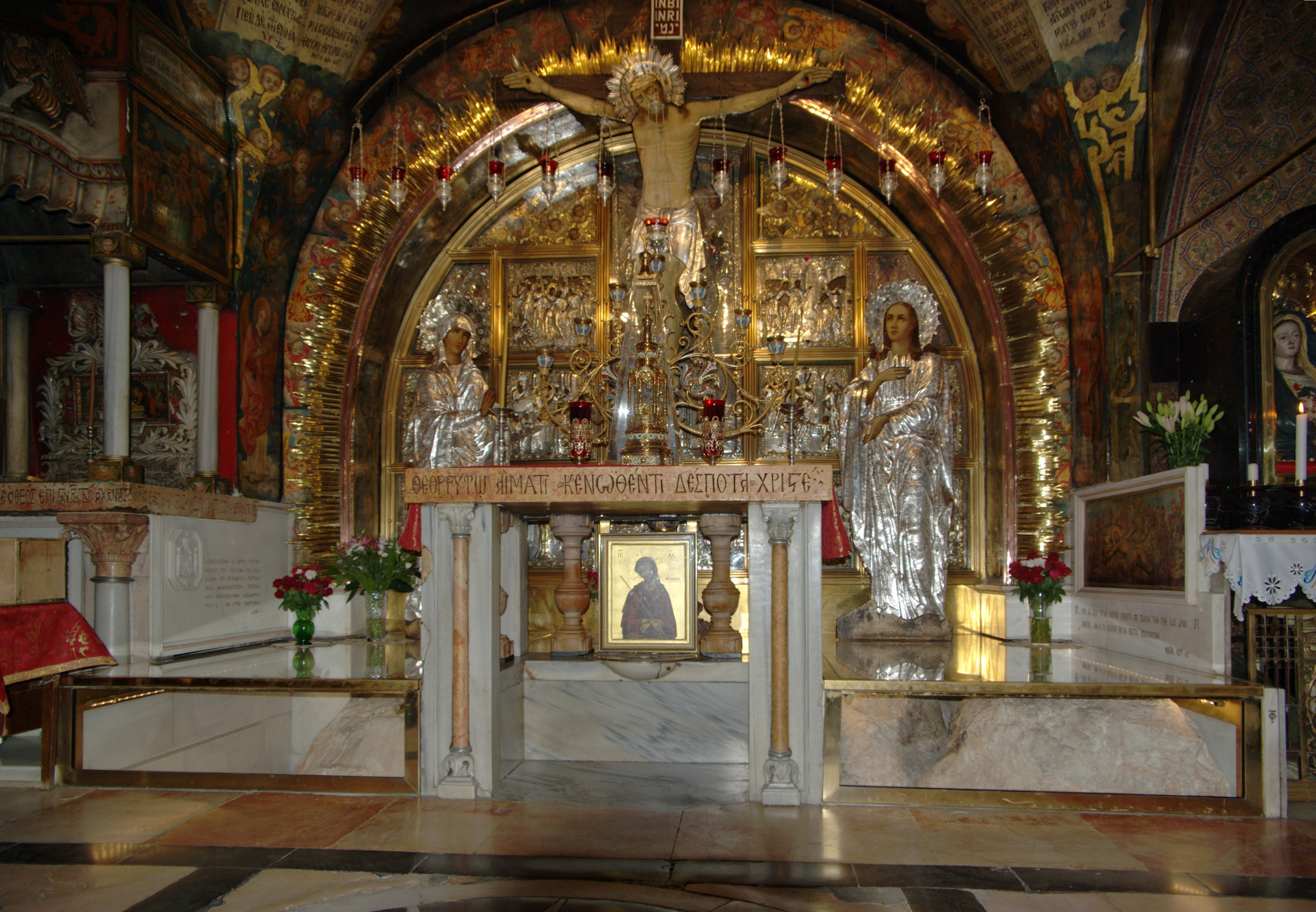
カルワリオの岩の上にある宝座
元々はこの岩は露呈しており、上には十字架が立っていた。

ゴルゴタを小山（羅語：monticulus）とする最古の記録は333年に書かれたボルドー出身の巡礼者の『ボルドー巡礼記』（羅語：Itinerarium Burdigalense）だが、ゴルゴタを丘あるいは山と一般的に考えられるようになったのは6世紀以降である。一説ではこの認識が広まったのはコンスタンティヌス1世によって創建された聖墳墓教会の中にある「カルワリオの岩」と呼ばれる小丘（正確には巨岩）が原因であるという。この地にウェヌス神殿があった時代、岩の上にウェヌス像が置かれていたが、教会が建てられた時に異教に対するキリスト教の勝利のしるしとしてこの像に十字架が取って代わった。やがてイエスが磔にされたのはこの「十字架の岩」の上であると信じられるようになり、そこからゴルゴタを丘（山）と見なす通説が生まれた。
ゴルゴタを丘とする認識が普及するにつれて、これを『創世記』に見られるモリヤ山（ユダヤ人の始祖アブラハムがその息子のイサクを犠牲にしようとした場所）と同視する説も現れた。実際にはキリスト教の教義においてはアブラハムの子であるイサクの燔祭は神の子であるイエスの十字架上の死の予型（前兆）と解釈されている（ただし、『歴代誌下』（3:1）ではエルサレム神殿が建てられた丘はモリヤ山であると言われている）。

## 所在地
ゴルゴタの所在位置については諸説ある。

### 聖墳墓教会

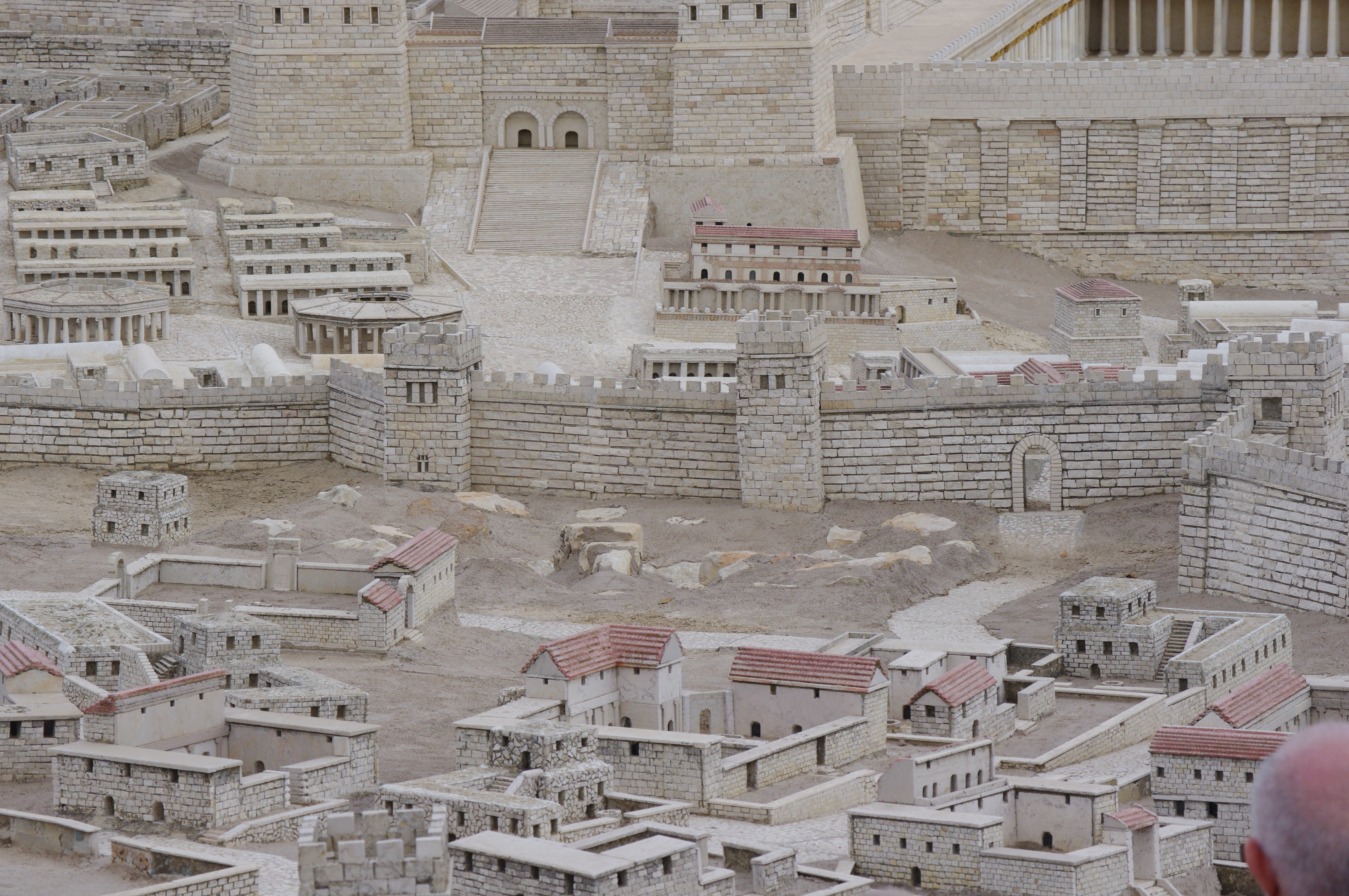
ゴルゴタに比定される採石場（イスラエル博物館内の第二神殿時代のエルサレムの模型の一部）

ゴルゴタを城内の聖墳墓教会の境内にあるとする説がある。132年から135年まで続いたバル・コクバの乱の後、ハドリアヌス帝によってエルサレムの跡地にローマ都市アエリア・カピトリナが不動産開発された際にこの場所にウェヌスを祀る神殿が建てられていたが、現地のキリスト教徒はその神殿の境内にはイエスが磔にされた場所と葬られた墓があると口伝で伝えた。326年にコンスタンティヌス帝の母ヘレナがアエリア（エルサレム）を訪れた時、神殿敷地でイエスの墓に比定される墳墓とその磔刑に使われた聖十字架と聖釘などの聖遺物を発見し、そのきっかけでこの地に教会を建てたと言われている。
発掘調査によって、この周辺は紀元前8世紀から紀元前1世紀まで石灰岩の石切場として稼働していたことが明らかになった。1世紀に入ると廃坑となって、岩壁に数基の墓が掘られ、耕土が敷かれ畑地として利用されたと見られる。先述の通りユダヤの伝統では城内に死者を葬ることが禁じられていたため、墓地となったこの石切場は元々エルサレムの街の外にあり、後に城壁が拡大された影響で街の中に位置することになったと推測される。この考古学的知見は、イエスが埋蔵された墓は城外の園にあるという『ヨハネによる福音書』の記述と一致する。

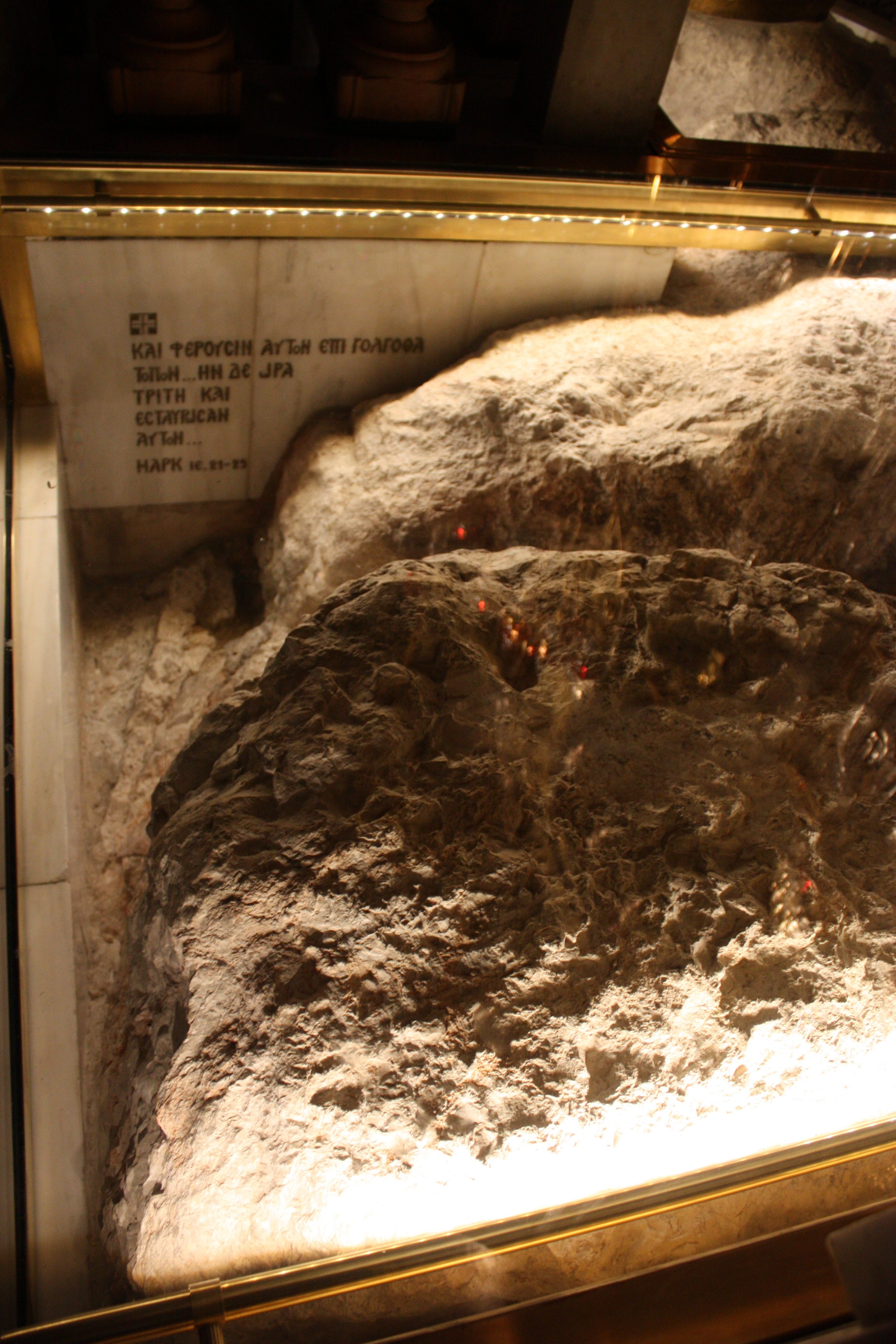
カルワリオの岩の一部

なお「カルワリオの岩」が現在の形に整えられた時期についてはいろんな説があり、現地が石切場であった時代、もしくはウェヌス神殿が建立された時、あるいは教会が建てられた時等が挙げられている。また、元々は近辺の墓に付属する慰霊塔（ネフェシュ）の跡とする考えもある。いずれにせよ、岩の頂上はあまりにも狭く、その傾斜が険しすぎて簡単に登れないため、イエスと彼と共に処刑された2人の犯罪人の十字架がここに立てられたとするのは無理があると指摘されている。そのため、聖墳墓教会とその周辺をゴルゴタと認める学者の中でもイエスが十字架に磔にされた場所はこの「カルワリオの岩」の上ではなく別の所にあると主張する者もいる。考古学者のジョアン・E・テイラー（2011年）の説では、イエスの十字架が立てられた所は「カルワリオの岩」の南約200メートルの城門と街道に近い位置にあるとされる。一方で、同じ考古学者のシモン・ギブソン（2009年）はイエスが岩のすぐ近く（岩から約20メートルの位置、聖墳墓教会内のバシリカの後陣に相当する）にて処刑されたとしている。

### 墓の園
エルサレム内城の北にある園の墓付近の「されこうべの丘」（英語：Skull Hill）をゴルゴタとする説もある。
聖墳墓教会は城内にあることから、それをゴルゴタとする伝統を疑う説は16世紀から現れたが、提唱者はほとんどプロテスタントであった。「聖書地理学の父」といわれるエドワード・ロビンソンが自著『パレスチナにおける聖書研究』（原題：Biblical Researches in Palestine、1841年）において「聖墳墓教会内のゴルゴタと墓はわが主の十字架上の死と復活が起こった場所ではないという結論に至った」と断言し、本当の場所は西（ヤッファ）あるいは北（ダマスカス）へ向かう街道のどれかにあるという代案を提唱した。

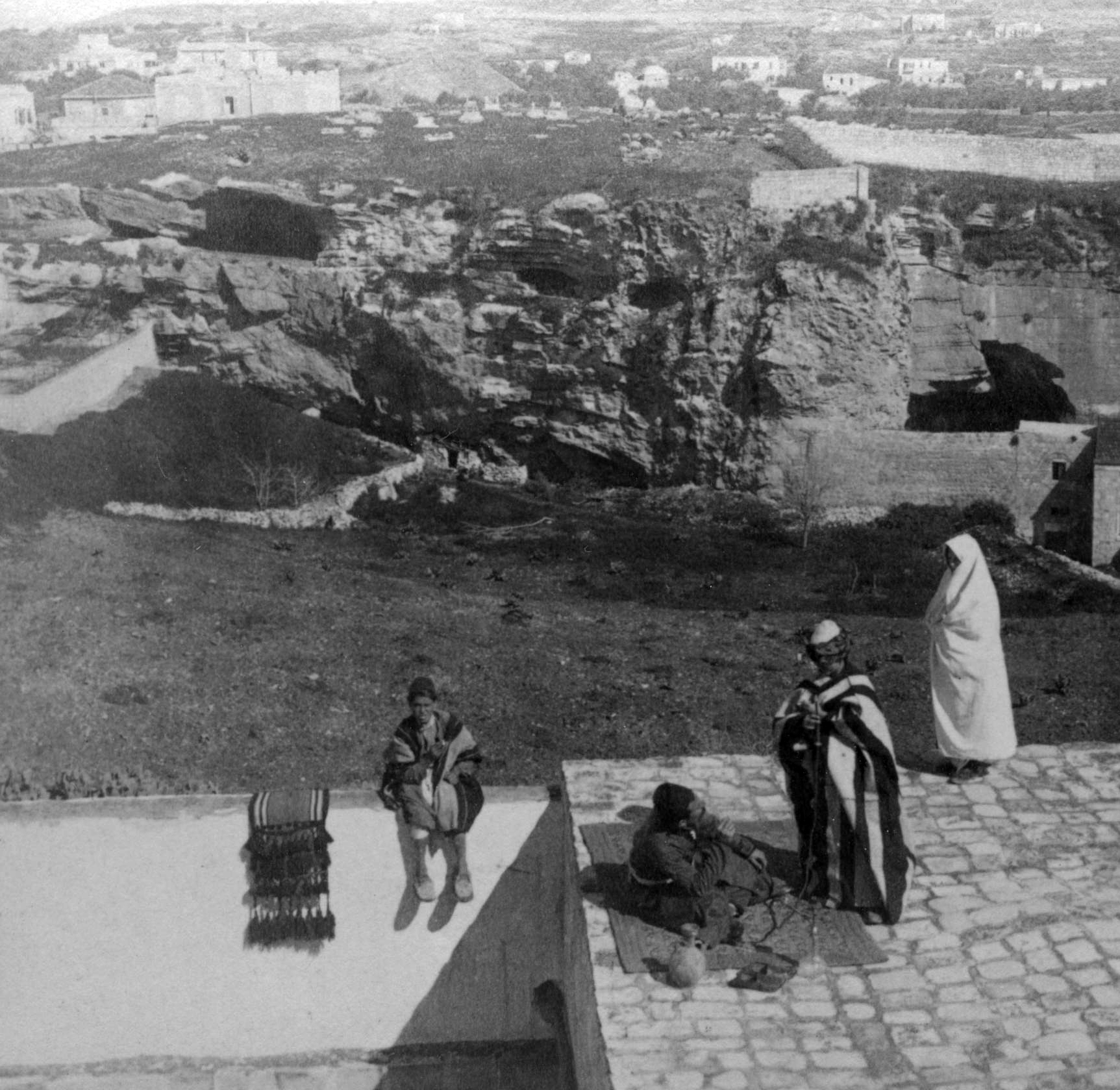
北城壁から見るされこうべの丘一帯（1901年）

ロビンソンの研究に基づいて、ドイツの聖書学者オットー・テニウスは1842年にダマスカス門の近くに位置する「エレミヤの洞窟」と呼ばれる人工洞窟のある丘の一方が髑髏に見えるため、これこそがゴルゴタの丘であるという説を唱えた。テニウスの説はイギリスのヘンリー・トリストラムやクロード・コンダー（ジョサイア・コンドルの従兄弟）らによって支持された結果、イギリスとアメリカのプロテスタント界隈において認識されるようになった。宗教史家のエルネスト・ルナンや、エルサレムに在住したドイツ出身の建築家・考古学者のコンラート・シックもこの説を受け入れた。

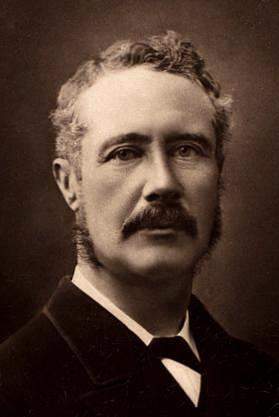
チャールズ・ゴードン

この説の支持者の中で最も知られているのは、軍人チャールズ・ゴードンである。1883年にエルサレムを訪れてコンダーとシックらの見解に触発されたゴードンは、独自の聖書の解釈を根拠に「されこうべの丘」はゴルゴタであるに違いないと確信して、更にその近くに発見された洞窟墳墓（今の園の墓）をイエスの墓に比定した。太平天国の乱やマフディー戦争で活躍し国民的英雄となったゴードンの影響で「されこうべの丘」をゴルゴタとする説がより一層広まり、丘は「ゴードンのカルヴァリー」（英語：Gordon's Calvary）とも呼ばれるようになった。
なお、この丘をゴルゴタに比定する人の中でもゴードンがイエスの墓とした墳墓をそうであると認めない者もいた。クロード・コンダー自身はこの墓が1世紀の墳墓とあまりにも異なるため12世紀（十字軍時代）のものであると主張し、ゴードンを「パレスチナ考古学に精通していなかった」と批判した。一方で1970年代に考古学者のガブリエル・バルカイによって行われた調査で、この墓は紀元前8・7世紀頃（初期鉄器時代）に作られ、5世紀～7世紀頃（ビザンツ帝国時代）に再利用され、更に十字軍時代にロバの小屋として使われたことが分かった。いずれにせよ、4つの福音書では「誰もまだ葬られたことのない新しい墓」（ヨハネ19:41）と言われるイエスの墓に比定することは難しいと考えられる。これに対して園の墓を経営する団体・園の墓協会は「この場所が本当にイエスの死および復活の場所であったかどうかは分からないが、その出来事を想像する助けになることだろう」という旨の見解を述べている。
「されこうべの丘」の前には現在バス停がある。2015年に大雨の影響で髑髏の鼻の部分が崩れてしまった。

### 他説

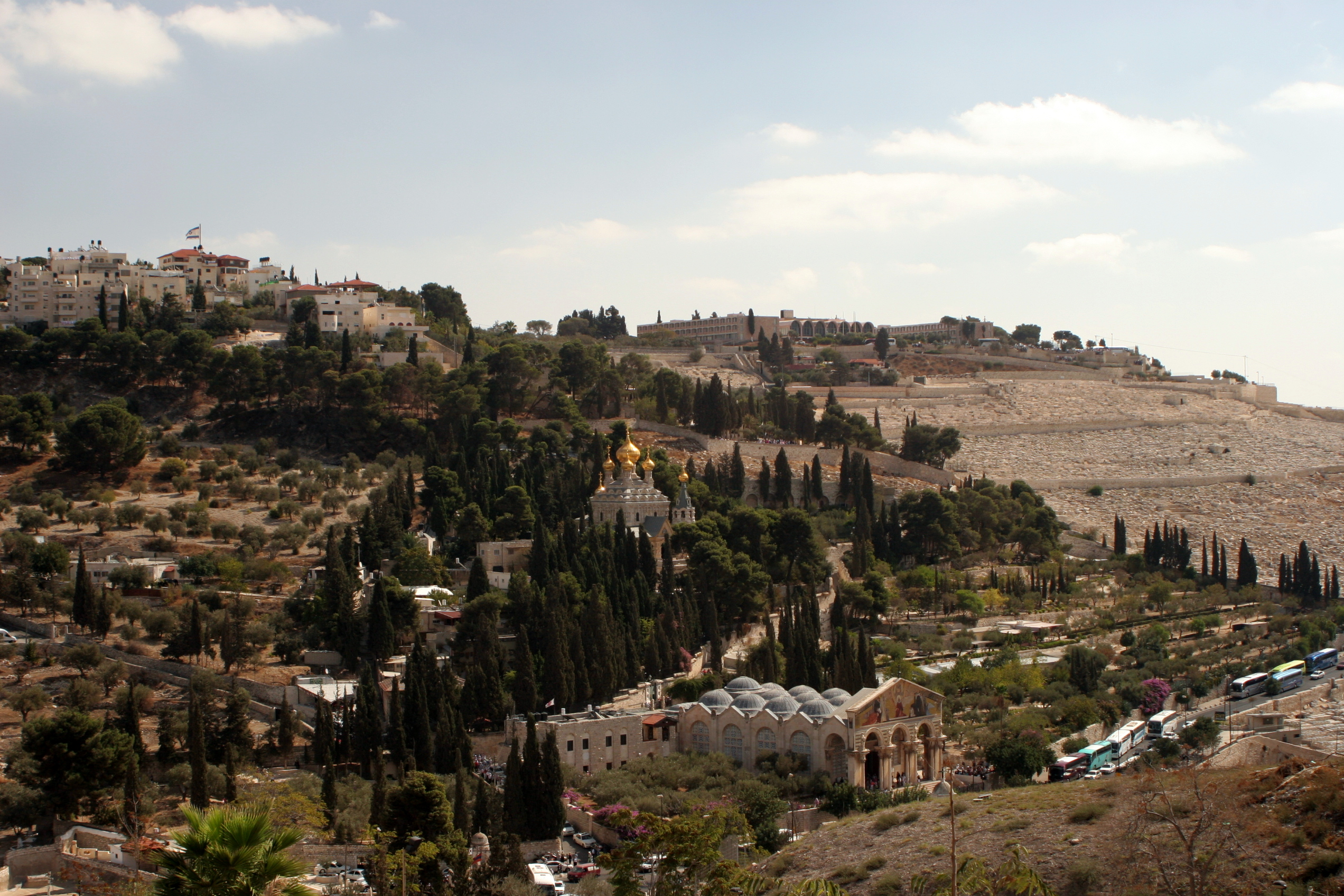
オリーブ山

ゴルゴタをオリーブ山の麓にあるとする説も存在する。実際には新約外典とされる『ピラト行伝』（『ニコデモによる福音書』とも、4世紀以降成立）ではゴルゴタがイエスが逮捕されたゲツセマネの園と同一視されている。近年では著者のアーネスト・L・マーティンや聖書学者のジェイムズ・テイバーがこの説を提唱したが、支持者は極めて少ない。ほかには、エルサレムの南にあるヒノムの谷に位置するという見解もある。
これらの説についてシモン・ギブソンは「これらの提案は、考古学にも歴史にも支持されていない」と述べている。

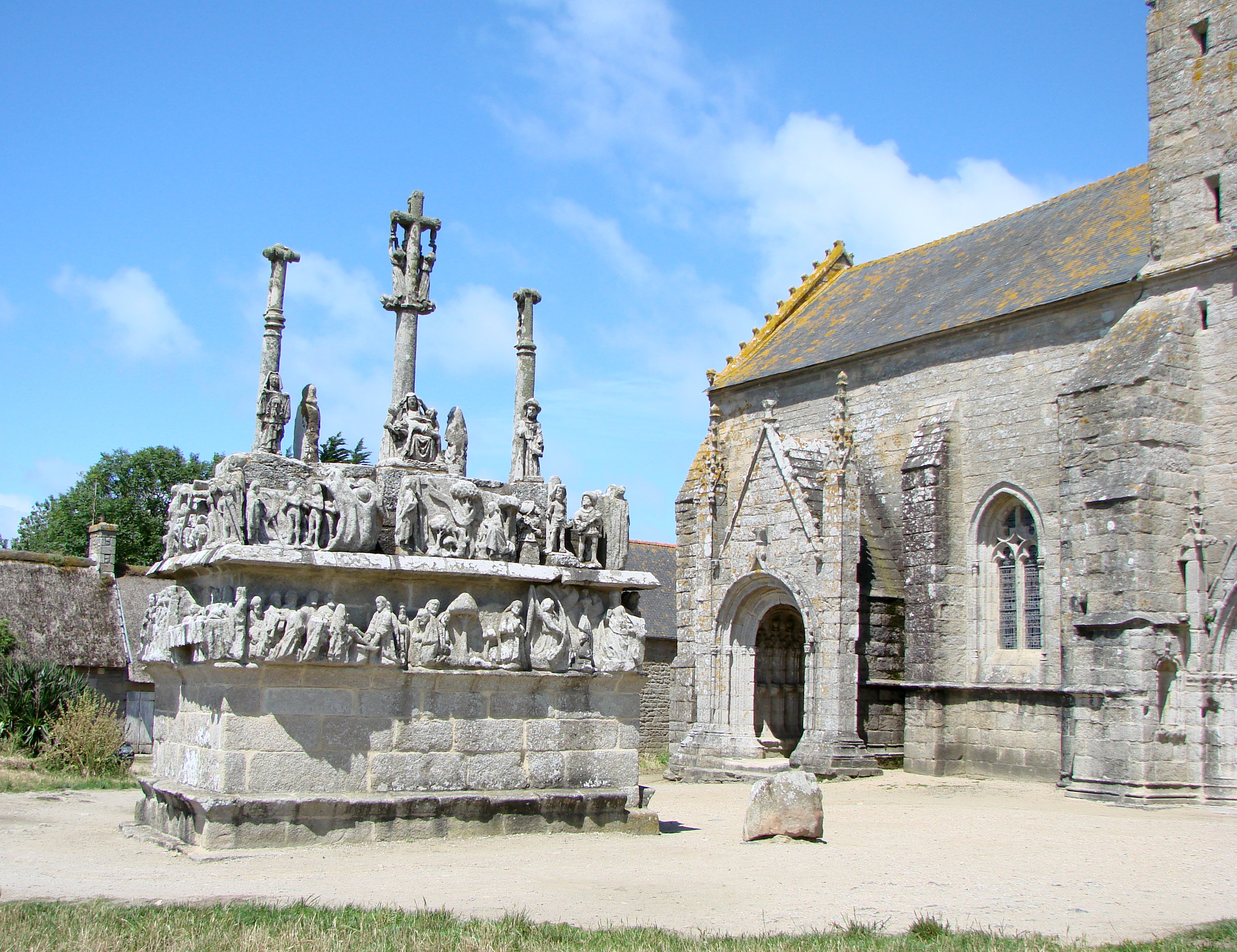
十字架群像（サン＝ジャン＝トロリモン）

## 転用
ヨーロッパでは、イエスの受難の出来事（十字架の道行き）、あるいはそれが起こったと言われる場所を再現する山や丘にある教会群は「カルワリオの丘」（ドイツ語：Kalvarienberg、ポーランド語：Kalwaria）と称されることがある（イタリア語では「サクロ・モンテ」とも呼ばれる）。
また、西ヨーロッパの一部（フランス北部やベルギーなど）では十字架上のイエスを中心とする群像は中世から近世にかけて公の場に建てられ、これらも「カルワリオ」（フランス語：calvaire、ブルトン語: c'halvar、オランダ語：calvarie）と呼ばれている。なおスペインやポルトガルではこの類の群像は「クルセーロ」（スペイン語：crucero）または「クルゼイロ」（ポルトガル語: cruzeiro）と呼ばれる。